# 乔尔诺陶

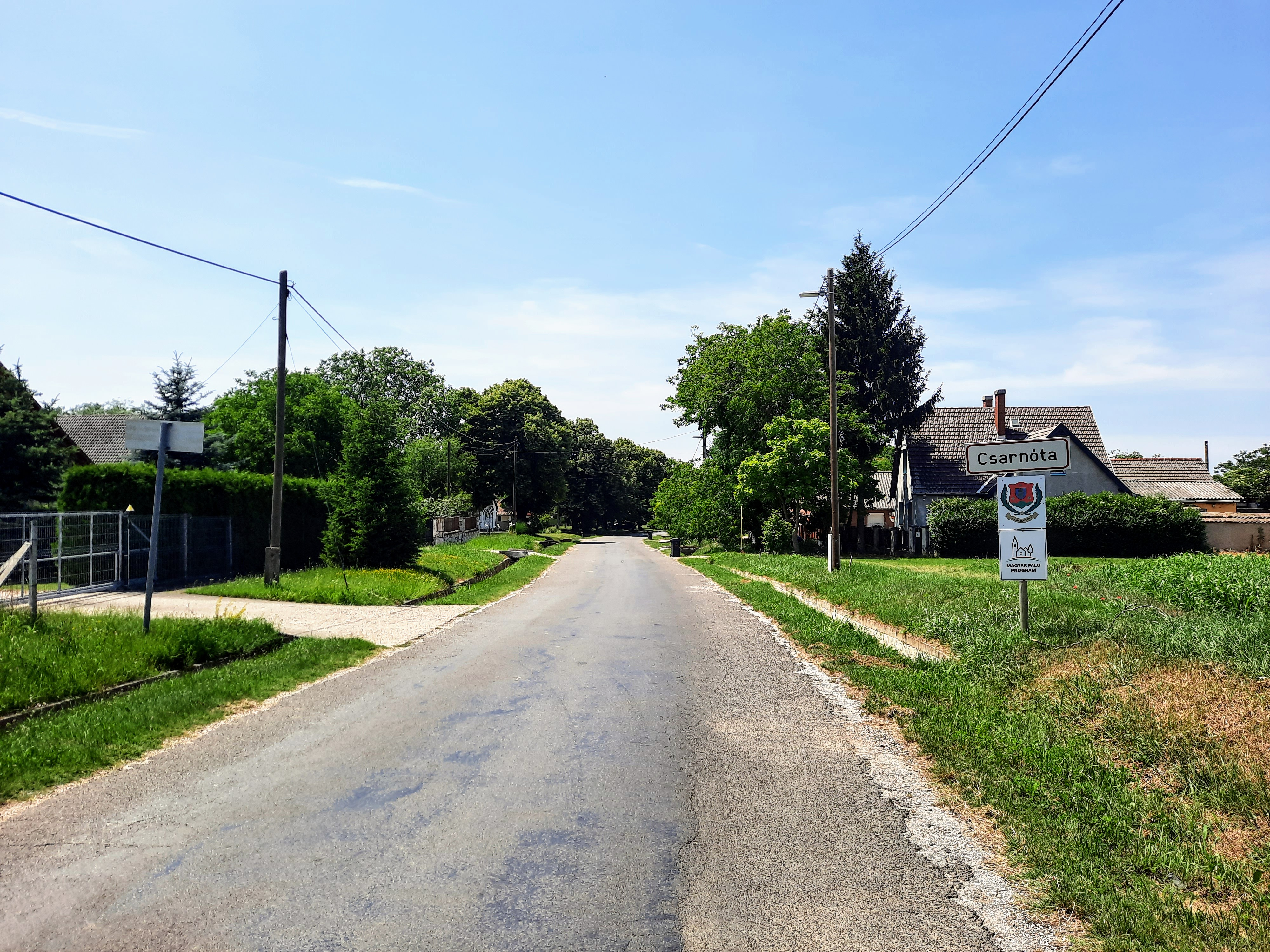

乔尔诺陶，是匈牙利巴兰尼亚州所辖的一个村。总面积5.33平方公里，总人口138，人口密度25.9人/平方公里（2011年1月1日）。